# Смола (мінералогія)
«Смола» — частина назви ряду смолоподібних мінералів.
Розрізняють:
- смолу буру (бекерит — в'язка бурштиноподібна смола складу C — 67,81 %; H — 8,55 %; O+S = 23,64 %. Зольність 5,7 %. Густина 1,126. Зустрічається в «блакитній землі» в Прибалтиці),
- смолу гірську:

1. Асфальтит.
2. Бітуми.
3. Валховіт — жовта смола — (С15Н26О)n. Густина 1,00—1,069.
4. Елатерит — кисневмісний різновид озокериту; знайдений у Перрі Зунд, пров. Онтаріо, Канада),

- смолу юдейську (асфальт),
- смолу залізисту (волокнисту) (гумбольдтин — водний оксалат заліза FeC2O4·2H2O; сингонія ромбічна; кристали призматичні; зустрічається в покладах бурого вугілля),
- смолу залізну (застаріла назва стильпносидериту, трипліту та пітициту),
- смолу земну (застаріла назва ейосміту — викопної смоли з сильним приємним запахом),
- смолу камфорну (ейосміт),
- смолу скам'янілу (бурштин),
- смолу каурійську (живиця сосни каурі з Нової Зеландії; каурі-ґума),
- смолу медову (меліт),
- смолу меліхромову (меліліт),
- смолу уранову (загальна назва уранініту та колоїдної суміші гідрооксидів урану й свинцю),
- смолу чорну (зайва назва стантьєніту — буро-чорна бурштиноподібна крихка викопна смола),
- смолу японську (бурштин японський),
- фукозит